# أولريش كوخ
أولريش كوخ (بالألمانية: Ulrich Koch)‏ هو قائد فرقة موسيقية ‏ وموسيقي ألماني، ولد في 14 مارس 1921 في براونشفايغ في ألمانيا، وتوفي في 7 يونيو 1996 في طوكيو (اليابان) في اليابان.

## وصلات خارجية
- أولريش كوش على موقع ميوزك برينز (الإنجليزية)
- أولريش كوش على موقع أول ميوزيك (الإنجليزية)
- أولريش كوش على موقع ديسكوغز (الإنجليزية)